# یوهان کونگیو
یوهان کونگیو (انگلیسی: Yohan Congio؛ زادهٔ ۱۲ مهٔ ۱۹۸۴) بازیکن فوتبال اهل فرانسه است.
از باشگاه‌هایی که در آن بازی کرده‌است می‌توان به باشگاه ورزشی مون‌پلیه اشاره کرد.